# Бидерман, Герман Игнац
Герман Игнац Бидерман (нем. Hermann Ignaz Bidermann; 1831-1892) — австрийский статистик, историк, этнограф, профессор государственного и конституционного права.

## Биография
Герман Игнац Бидерман родился 3 августа 1831 года в столице Австрии городе Вене
Гимназическое образование получил в Кремсмюнстере и Граце, затем учился в Венском, Инсбрукском,  стажировался в Геттингенском и Лейпцигском университетах. Доктор права (16 февраля 1853 г., Инсбрукский университет). Хабилитированный доктор государственных наук (лето 1855 г., Пештский университет).
В 1855 году был назначен приват-доцентом государственных наук в Пештский университет.
В 1858 году получил должность ординарного профессора государственных наук при Кашауской (Кошице, ныне в Словакии) юридической академии, а в 1860 году занял ту же должность в Прессбургской (ныне Братислава) академии.
В 1861 году перевелся в Инсбрукский университет (ныне Инсбрукский университет имени Леопольда и Франца). В 1868-69 годах - ректор университета. Оппонируя захватническим планам России, написал труды "Die ruthenische Nationalitat und ihre Bedeutung fur Osterreich" (Wien, 1863) и "Russische Umtriebe in Ungarn" (Innsbruck, 1867).
Осенью 1871 года Бидерман был приглашен в Грацский университет на кафедру статистики и государственного права. В 1882-83 годах - ректор университета. Неоднократный декан факультета правовых и государственных наук. Здесь он окончил начатую бароном Карлом Гоком (Hock) историю австрийского государственного совета («Geschichte des öster. Staatsrates» (Вена, 1868—79) и написал о сепаратистских устремлениях итальянцев в Тироле книгу «Die Italiener im Tirolischen Provinzialverbande» (Инсбрук, 1874). Именно в 70-80-х годах на факультете, возглавляемом Г.И. Бидерманом, начал и развил свою карьеру – от ассистента до профессора – Людвиг Гумплович.
Герман Игнац Бидерман издал ряд трудов по статистике, экономике, этнографии и истории Австрии и Венгрии: «Die technische Bildung im Kaisertum Österreich» (Вена, 1854);  «Das Eisenhüttengewerbe in Ungarn» (1857), "Deutsches Kulturleben in Ungarn" (Wien, 1862), "Die ruthenische Nationalitat und ihre Bedeutung fur Osterreich" (Wien, 1863), «Die ungarischen Ruthenen, ihr Wohngebiet, ihr Erwerb und ihre Geschichte» (2 тома, Инсбрук, 1862—67), «Betrachtungen über die Grundsteuerreform in Oesterreich» (Грац, 1862). 
В 1875 году, к юбилею австрийского захвата  Буковины, Г. И. Бидерман напечатал «Die Bukowina unter österreichischer Verwaltung» (2-е издание, Львов, 1876), а к празднику Грацского университета в 1877 году — «Die Romanen und ihre Verbreitung in Oesterreich», где изложил свою методологию демографической статистики. Помимо этого, вызывает интерес труд «Die Nationalitäten in Tirol und die wechselnden Schicksale ihrer Verbreitung».
Выдающимся произведением стала его 2-томная монография «Geschichte der österreichischen Gesamtstaatsidee» (Инсбрук, 1867; Грац, 1889)
Наибольшую научную ценность представляют труды Г.И. Бидермана по истории Закарпатья, особенно «Die ungarischen Ruthenen, ihr Wohngebiet, ihr Erwerb und ihre Geschichte» (2 тома, Инсбрук, 1862—67). В целом, украиноведческая составляющая  его научного наследия не потеряла актуальности и сегодня.
Герман Игнац Бидерман скончался от рака желудка 25 апреля 1892 года в городе Граце.